# Igor Siergun
Igor Dmitrijewicz Siergun ros. Игорь Дмитриевич Сергун (ur. 28 marca 1957 w Podolsku, zm. 3 stycznia 2016 w Moskwie) – radziecki i rosyjski wojskowy, generał pułkownik, Szef Głównego Zarządu Wywiadowczego/Głównego Zarządu Sztabu Generalnego Sił Zbrojnych Federacji Rosyjskiej, Zastępca Szefa Sztabu Generalnego Sił Zbrojnych Federacji Rosyjskiej, Bohater Federacji Rosyjskiej (2016).

## Życiorys
Pełnił służbę w radzieckich siłach zbrojnych od 1973. Ukończył Moskiewską Suworowską Szkołę Wojskową, Moskiewską Wyższą Ogólnowojskową Szkołę Dowódczą im. Rady Najwyższej RFSRR, Wojskową Akademię Armii Radzieckiej, Wojskową Akademię Sztabu Generalnego Sił Zbrojnych Federacji Rosyjskiej.
W wywiadzie wojskowym, w tym na różnych stanowiskach w Głównym Zarządzie Wywiadowczym, pełni służbę od 1984. W 1998 był attaché wojskowym Federacji Rosyjskiej w stopniu pułkownika w Tiranie.
W grudniu 2011 został Szefem Głównego Zarządu Wywiadowczego Sztabu Generalnego Sił Zbrojnych Federacji Rosyjskiej – Zastępcą Szefa Sztabu Generalnego Sił Zbrojnych Federacji Rosyjskiej.
Władał kilkoma językami, był kandydatem nauk wojskowych. Wyróżniony odznaczeniami i nagrodami państwowymi. Był żonaty, miał dwie córki.
29 kwietnia 2014 znalazł się na liście 48 osób, którym zabroniono wjazdu do państw-członków Unii Europejskiej w ramach sankcji za „działalność oficerów GZW SG SZ FR we wschodniej Ukrainie”.